# Liste der Kulturdenkmale in Pommerby
In der Liste der Kulturdenkmale in Pommerby sind alle Kulturdenkmale der schleswig-holsteinischen Gemeinde Pommerby (Kreis Schleswig-Flensburg) und ihrer Ortsteile aufgelistet (Stand: 10. März 2025).

## Bauliche Anlagen
| Objekt-ID     | Lage                                    | Offizielle Bezeichnung | Beschreibung | Bild                             |
| ------------- | --------------------------------------- | ---------------------- | --- | -------------------------------- |
| 43347         | Golsmaas 1 (54° 45′ 3″ N, 9° 58′ 22″ O) | Wohnhaus               | Wohnhaus; 1907; eingeschossiger breit gelagerter Putzbau mit Drempel und pfannengedecktem Schopfwalmdach, die mittleren drei Achsen risalitartig vorgezogen und firsthoch übergiebelt, mit Freigespärre, seitlich davon je eine Schleppgaube, Gebäudekanten rustiziert, Mitteleingang mit bauzeitlicher Haustür und Freitreppe, breites profiliertes Traufgesims, schlichte Faschen mit Schlussstein - Begründung: geschichtlich, Kulturlandschaft prägend - Schutzumfang: gesamtes Objekt - Denkmaltyp: Bauliche Anlage | BW                               |
| 9029 Wikidata | Sibbeskjär (54° 46′ 1″ N, 9° 57′ 55″ O) | Leuchtturm Falshöft    | Der 1910 aus Gusseisensegmenten auf einem gemauerten Sockel errichtete Leuchtturm ist 28 m hoch. Die Lichtpunkthöhe beträgt 25 m. Mit einem roten Feuer bezeichnete er die Untiefen Bredgrund und Kalkgrund in der Einfahrt der Flensburger Förde. Alteintragung (Aktualisierung vorgesehen) - Begründung: geschichtlich, technisch, Kulturlandschaft prägend - Schutzumfang: gesamtes Objekt - Denkmaltyp: Bauliche Anlage                                                                                              | weitere Fotos \| Fotos hochladen |

## Quelle
- Liste der Kulturdenkmale in Schleswig-Holstein – Kreis Schleswig-Flensburg

- Karte mit allen Koordinaten:
- OSM |
- WikiMap